# Modinha para Gabriela
"Modinha para Gabriela" é uma canção composta por Dorival Caymmi, de 1975, e que ficou notabilizada na voz de Gal Costa.

## História
Contrariando seus hábitos, o cantor e compositor baiano Dorival Caymmi concordou em fazer por encomenda o tema de abertura da telenovela Gabriela, produzida e exibida pela Rede Globo em 1975 e baseada no romance "Gabriela, Cravo e Canela", de Jorge Amado. A letra e a música foram compostas no apartamento de Caymmi, em Pituba, Salvador, de uma única sentada, na tarde de 12 de março daquele ano. A letra descreve a liberdade de espírito da protagonista (interpretada pela atriz Sonia Braga) e suas principais características.
Gal Costa foi escolhida para interpretar a canção-tema, que se tornou um grande sucesso na carreira da cantora baiana. O grande sucesso produzido por "Modinha para Gabriela" inspiraria o álbum "Gal Canta Caymmi", contendo apenas composições de Caymmi e lançado no ano seguinte.